# 公共選択論
公共選択論（こうきょうせんたくろん、英: public choice theory）は、主として経済学における学問分野の一領域で、民主制や官僚制の下における政治過程を、ミクロ経済学的なアプローチで解く学問である。政治学と経済学の橋渡し的な分野である。特に、公共選択論では政治家や官僚を、自分の利益のために戦略的に行動するプレーヤーと捉え、彼らの社会・政治システム下での戦略的依存関係を分析する学問分野である。
ジェームズ・ブキャナンらから成るシカゴ=ヴァージニア学派を中心に、1960年代に生まれた。1980年代後半からは非協力ゲーム理論の新しい分析手法が取り入れられたことによりめざましい学術的成果を生み出し、公共選択理論は現実の政策形成に一定の説明力を発揮した。こうした背景から、今日ではこうした一連の研究が「新政治経済学 (new political economy)」などと呼ばれることも多い。さらに計量経済学を用いた実証研究を含める場合は、政治経済学と呼ばれる。また、近い分野に社会選択理論がある。
研究者としてジェームズ・M・ブキャナン、ゴードン・タロック、エリノア・オストロムらが有名。

## 限界
ブキャナンとタロックは、開発されたアプローチの方法論上の制約を、彼ら自身の著作において略述する。

政治の重要な要因を説明することにおいて有用なことを証明する、合理的な利己心の仮定をもったモデルであっても、すべての個人らが振る舞いの仮定がなされるように行動することは意味しないし、もしくは、いかなる個人もいついかなるときもこのような仕方で行動すると限ることも意味しない…集団的選択の理論は幾らかの集団的行動の断片しか説明できない。しかしながら、すべての個人的な振る舞いの幾らかの部分である限りで…は、実際、効用最大化によって動機を与えられる、そして同一にすべての個人の効用関数を作り出すその争点に好意を与えないグループ分けによる個人の識別であるかぎりにおいては、政治的活動性での経済的な個人主義者のモデルは幾らかの肯定的な価値のあるものになろう。